# Cesare Durazzo
Cesare Durazzo a été le 118e doge de Gênes du 18 avril 1665 au 18 avril 1667.